# Cacheu
Cacheu – miasto w północno-zachodniej Gwinei Bissau; stolica regionu Cacheu.